# Sympterichthys
Sympterichthys es un género de peces de la familia Brachionichthyidae.

## Descripción
Los peces Sympterichthys se caracterizan, dentro de la familia de los peces mano, por tener la piel cubierta de pequeñas escamas incrustadas con pequeñas espinas planas, de una o dos puntas, que crecen desde el margen posterior de la base de las escamas. No presentan verrugas ni apéndices dérmicos en la piel. Otra característica es que el illicium carnoso (anatomía del pez) es grueso, con pequeñas espinas en su base y una longitud de 2,1 a 3 veces la de la cabeza. La esca es grande, a veces mayor que la mitad de la longitud del illicium, aunque tiene un grosor similar. Estos peces cuentan con una longitud estándar máxima publicada de 4,4 cm (1,7 pulgadas) y 4,5 cm (1,8 pulgadas).

## Distribución
Las especies de Sympterichthys son endémicas de Australia. La especie tipo, S. unipennis, se conoce únicamente a partir de su holotipo, recolectado en el mar de Australia, que se cree que es Tasmania. S. moultoni se encuentra en el sureste de Australia, tan al norte como el cabo Howe en Nueva Gales del Sur y al sur hasta el estrecho de Bass, frente al norte de Tasmania.